# Масик Олександр Володимирович
Олександр Володимирович Ма́сик (Alexander Masyk (англ.), 27 липня 1947, м. Конотоп, Сумська обл. — 24 жовтня 2021, Нью-Йорк, США) — український живописець, графік. Член Національної спілки художників України (1995). Син художника В. І. Масика.

## Життєпис
Народився 27 липня 1947 року в м. Конотоп на Сумщині в родині відомого художника Володимира Ілліча Масика. Саме батько залучив його до творчої діяльності.
Навчався в Державній художній середній школі імені Тараса Шевченка (1957—1965).
1972 року закінчив Київський художній інститут (викладачі Т. Лящук, А. Пламеницький, О. Сиротенко, К. Трохименко).
Від 1970 року брав участь у багатьох художніх виставках в Україні та за кордоном (Болгарія, Греція, Ізраїль, США, Польща, Китай). В творчому активі митця понад 90 персональних виставок. 2012 року персональна виставка митця відбулася в Українському інституті Америки (Нью-Йорк). 2017 року у приміщенні Центрального державного архіву-музею літератури і мистецтва України експонувалася художньо-документальна родинна виставка «Стежина від батька до сина» до 100-річчя заслуженого художника України Володимира Ілліча Масика (1917—1996) та 70-річчя його сина — художника Олександра Володимировича Масика.
1991 здійснив подорож до США, де створив краєвиди Колорадо, Техасу, Аризони, Каліфорнії.
Роботи Олександра Масика представлені в численних музеях, мистецьких галереях та приватних колекціях України та зарубіжжя: європейських держав, США, Канади, Австралії, Японії, Китаю. Серед них: Український інститут Америки в Нью-Йорку, Національний художній музей України, Музей сучасного мистецтва України, Український фонд культури імені Бориса Олійника, Центральний державний архів-музей літератури і мистецтва України, Національний заповідник «Софія Київська», Художній музей Тараса Шевченка в Пекіні (Китай). Центр української культури в Лос-Анджелесі (США), Посольство України в Греції, Посольство України у Великій Британії, Картинна галерея українського мистецтва в Державі Андорра, Залізничний музей у Вільнюсі (Литва), Національний музей народного мистецтва Гуцульщини та Покуття імені Йосафата Кобринського (Коломия), Дирекція виставок Національної спілки художників України, Харківський художній музей, Сумський художній музей, Лебединський художній музей, Державний історико-культурний заповідник «Посулля», Національний заповідник «Києво-Печерська лавра», Конотопський міський краєзнавий музей імені О. М Лазаревського, Музей-майстерня Івана Кавалерідзе (Київ), Центральний музей Державної прикордонної служби України, Галерея Музею історії Києва, Музей культурної спадщини (Київ) та ін.
Олександр Масик брав активну участь в громадському житті, був членом Сумського земляцтва в Києві, організатором пленерів для художників України в Криму.
До 60-річчя від дня народження художника вийшов друком альбом його живопису і графіки (видавець С. В. Журавель).
З 2011 року жив і працював у Нью-Йорку, був членом багатьох престижних мистецьких організацій і творчих об′єднань:
- National Oil & Acrylic Painter's Society (2018)
- Oil Painters of America (2019)
- American Artists Professional League (2019)
- Allied Artists of America (2019)
- Impressionist Society of America (2019)
- Audubon Artists of America (2019)
- Pastel Society of America (2019).

На початку 2000-х художник пройшов лазерне лікування у зв'язку з двосторонньою глаукомою, яка спричинила повну втрату зору на ліве око. Через катаракту правого ока йому було важко читати та працювати.
Помер Олександр Володимирович Масик 24 жовтня 2021 року в Нью-Йорку.

## Творчість
Олександр Масик — представник київської мистецької школи, прихильник творчості передвижників, суто академічних принципів у живопису. Митець володів бездоганною композиційною побудовою.
Працював в різних художніх техніках: олійний живопис, темпера, пастель, лінорит, офорт, ксилографія.
Основні жанри — пейзаж, марина, портрет, натюрморт.
Автор серій картин, присвячених рідній Сумщині, Криму, Закарпаттю, Києву, зарубіжним країнам: Китаю, США, Мексиці, Болгарії, Польщі. Панорамні пейзажі художника мають тяжіння до монументальних композицій.
Разом з батьком, художником Володимиром Масиком, виконав велике за розміром (18 кв. м) панно «Вид на Києво-Печерський монастир початку XIII сторіччя» для експозиції постійно діючої виставки «Архітектурний ансамбль Києво-Печерського історико-культурного заповідника».
Автор колоритних натюрмортів з суто українською ознакою. В майстерні художника було зібрано чимало керамічних раритетів, які ще почав привозити з пленерів його батько. Підсвічники, куманці, розписні тарелі, сопілки, лежаки ручної роботи, вишиванки, які можна побачити на картинах митця.
Портрети вдало передають характерні риси персонажів. Існує ціла серія портретів, написаних в творчих поїздках: «Китаянка Джуан Хао», «Танцівниця з Перу», «Горновий „Запоріжсталі“ О. Гриб», «Учасник боїв за Київ узбек Расул Ачилов» та ін..
Олександр Масик був одним із перших художників, які 1986 року побували у Чорнобильській зоні після катастрофи і присвятили цій темі свої роботи. 2018 року у Конотопському краєзнавчому музеї ім. О. М. Лазаревського відбулася виставка «І біль, і пам'ять, і тривога», на якій експонувалися картини з чорнобильського циклу, які зберігаються у фондах музею.
Працював в галузі екслібриса, створив книжковий знак для П. Р. Поповича (1971, ксилографія) — першого українця, який здійснив космічний політ. Художник вдало поєднав тему польоту у Всесвіт із мотивом відданості рідному краю: український пейзаж добре «вписався» у сюжет.
У 1970—1985 роках художник створив низку плакатів до виставок Національного художнього музею України, присвячених ювілеям видатних українських живописців. Тоді ж на замовлення директора музею намалював темперою афіші самого музею, а також афіші та запрошення (у технiцi офорт) на виставки видатних українських художників Т. Шевченка, П. Левченка, К. Костанді, В. Масика, О. Мурашка, Г. Меліхова та інших.

## Вибрані твори
Живопис: «Дощ на Хрещатику» (1976), «Весна. Граки» (1987; 1998), «Думи мої, думи» (1994), «Три гуцули» (1996), «Циганка» (1998), «Андріївська церква» (1999), «Стрибок», «Ранок Севастополя» (обидва — 2000), «Церква Богородиці у с. Тустань», «Карпатський водоспад» (обидва — 2010); офорти: «М. Булгаков у Києві» (1973), «Софія Київська» (1982); пастелі: «Весна над древнім Києвом» (1986), «Мексиканська актриса» (1990); темпера: «Володимирська гірка взимку» (1986), «Волошки» (1989), «Бурелом на гірській річці» (1990), «Соняшники» (1991), «Польові квіти України» (1996), «Дзвоники» (1998), «Оксамитовий сезон у Гурзуфі» (1999).

## Нагороди та відзнаки
Художник мав багато престижних відзнак, звань і нагород, серед яких — нагорода міжнародного товариства допомоги та дружби «Посол миру». За наполегливу працю у прикордонних військах відзначений ювілейним знаком «10 років прикордонним військам України» та ювілейною медаллю «За сприяння в охороні державного кордону України» (2002). Лауреат премії «Смарагдова ліра» (2004), яку отримав за серію портретів командуючих прикордонників, республіканської премії «Сталева троянда» — за творчі поїздки металургійними заводами України. За активну участь у житті громадської організації «Сумське земляцтво у м. Києві» нагороджений подякою (2006).
Лауреат мистецької премії імені Миколи Макаренка (2008).

## Увічнення пам′яті
2024 року одна з вулиць м. Конотоп названа іменем Олександра Масика.